# Florø SK
El Florø SK es un equipo de fútbol de Noruega que juega en la Fair Play ligaen, tercera división de fútbol en el país.

## Historia
Fue fundado el 12 de junio de 1912 en la ciudad de Florø con el nombre Florø FK como un club multideportivo que cuenta con secciones en deportes como balonmano y natación.
En 1929 se fusiona con el FK Florø-Varg y en 1945 se fusiona con el Atgeir, un equipo de trabajadores de la ciudad fundado en 1931 para crear al equipo actual.
El club ha pasado principalmente en la Fair Play ligaen (tercera división), aunque han estado en algunas temporadas en la Adeccoligaen.

## Palmarés
- Fair Play ligaen: 2

2013, 2016
- Cuarta División de Noruega: 1

2006

## Jugadores

### Jugadores destacados
- Kaddu Aton
- Robert Winogrodski